# Florstadt
Florstadt è un comune tedesco di 8 901 abitanti situato nel land dell'Assia.